# Юргинская волость (Томский уезд)
Юрги́нская во́лость — административно-территориальная единица, входившая в состав Томского уезда Томской губернии в 1923—1925 гг.

## Административный центр
Административный центр — посёлок крестьян-переселенцев Юрга. Появился на территории Поломошинской волости Томского уезда Томской губернии на месте впадения в реку Томь небольшой речки Юрга. Населённый пункт Юрга возник в 1886 году, но есть сведения, что строительство первых домов Старой Юрги можно ориентировочно отнести к 1875—1876 годам. Выселки появились на земельных участках, разработанных под пашню на плодородных берегах речки Юрга жителями села Поломошное (Поломошинское).
Развитию поселения способствовала с 1906 года Столыпинская реформа переселения безземельных крестьян Центральной России на плодородные земли Южной Сибири, а также купеческая привлекательность: расположенность на Барнаульском тракте и близость к гужевому Кузнецкому тракту, связывающему губернский Томск и уездный город Кузнецк.
Историческим для Юрги стало решение инженера Гарина-Михайловского о строительстве ж.д. мостового перехода через Томь создаваемой Сибирской железной дороги не в Томске (а ранее — о переносе моста через Обь из планируемой Богородской волости к селу Кривощёково, ныне поглощённом городом Новосибирском), а именно в районе посёлка Юрга. В дальнейшем это привело к социально-экономическому развитию.
К 1910 году на месте пристанционного селения, ставшего полноценным рабочим, железнодорожным посёлком, имелись вновь выстроенный резной деревянный вокзал, военная казарма, несколько домов и складов, принадлежащих томскому купцу Мельникову, а также небольшая кондитерская. Здесь же находились дома и складские помещения купцов Семиндяева (томский пивовар) и Казанцева. В этот период станция Юрга была одним из основных центров по производству и транспортировке масла для юга Томского и для Кузнецкого уездов.
Появившаяся масса железнодорожных рабочих в годы Первой Русской Революции привлекла внимание боевых групп томской городской организации РСДРП. Известно, что на станции революционно-агитационную работу в 1905 году вёл юный Сергей Костриков, в советское время ставший известным как член правительства СССР Сергей Миронович Киров.
В 1913 году началась стройка 186-вёрстной внутригубернской железной дороги от Юрги до Кольчугинских угольных копий (ныне город Кемерово). Посёлок получает импульс динамичного экономического развития.
Сразу после Гражданской войны (советская власть установилась с конца декабря 1919) Сибревком предпринял ряд административно-территориальных реформ. Одновременно на территории действовали райкомы РКП(б) — межволостные центры идеологии и организации местной власти. Юрисдикция райкомов стала рассматриваться как более оптимальная структура управления на волостном уровне.
В 1923 году на базе местных волостей создаётся единая укрупнённая Юргинская волость, волостным центром становится станция Юрга. Здесь действует Юргинский райком РКП(б), формируются волостной Совет солдатских, рабочих и крестьянских депутатов, волисполком, волостной военкомат, волостной суд, прокуратура, отдел ВЧК/ОГПУ и милиции. Издаётся газета райкома РКП(б) («районка»). Все сёла и деревни территории распределяются по юрисдикции местных советов — в начале 1920 года создаются сельсоветы, подчиняющиеся Волостному Совету.
Юрга в это время — административный центр Юргинской волости Томского уезда Томской губернии РСФСР.
На следующем этапе административно-территориальной реформы, реформы районирования, Сибревком упраздняет с мая 1925 года прежние волости, уезды и губернии. Юргинская волость преобразована в Юргинский район. В посёлке Юрга действуют орган местного самоуправления — поссовет, а также орган районного управления — районный Совет депутатов трудящихся (исполнительную власть осуществляет Юргинский райисполком Совета депутатов).
Летом 1925 года Юрга становится административным центром Юргинского района Томского округа Сибирского края (в 1930—1937 — Западно-Сибирский край).
В 1949 году посёлок-станция Юрга получит статус города в составе Кемеровской области РСФСР.

## Люди, связанные с Юргинской волостью
- Деменков, Лаврентий Васильевич (1918—1993) — подполковник КГБ СССР, участник Великой Отечественной войны, Герой Советского Союза. C 6-летнего возраста жил в Юргинской волости (деревня Ясная Поляна).
- Исайченко, Василий Нилович (1919—1979) — участник Великой Отечественной войны, Герой Советского Союза. Родился в д. Поповка близ Юрги, детство проходило в Юргинской волости.
- Карякин, Павел Алексеевич (1918—1983) — участник и герой Великой Отечественной войны, полный кавалер ордена солдатской Славы. Родился в д. Троицкое близ Юрги, детство проходило в Юргинской волости.
- Максименко, Александр Петрович (1923—1944) — участник Великой Отечественной войны, Герой Советского Союза. Родился в д. Александровка близ Юрги, детство проходило в Юргинской волости.
- Петров, Павел Гаврилович (1906—1944) — участник Великой Отечественной войны, Герой Советского Союза. В годы существования Юргинской волости трудился на станции Юрга.
- Пономаренко, Леонид Николаевич (1919—2014) — участник Великой Отечественной войны, Герой Советского Союза. Детство и юность — в Юргинской волости (станция Юрга).